# Renato Castellani
Renato Castellani (Finale Ligure, 1913. szeptember 4. – Róma, 1985. december 28.) olasz film- és színházi rendező, forgatókönyvíró.

## Életpályája
Gyermekkorát Argentínában töltötte, ahová szülei kivándoroltak. 1925-ben tért vissza Genovába. Építészeti tanulmányokat folytatott Milánóban. 1936-ban katonai szakértőként került kapcsolatba a filmmel. Ezt követően szakcikkeket írt a Cinema című lapba. Augusto Genina, Mario Camerini és Alessandro Blasetti mellett tanult rendezőasszisztensként. 1942-ben egy Puskin-történet (Egy pisztolylövés) volt első önálló alkotása. 1945 után a neorealista iskolához csatlakozva vált igazán közismertté.

## Munkássága
Számos forgatókönyvet írt, s ismert volt mint színházi rendező is. Főként Shakespeare-színrealkalmazásai jelentősek. Érzelemgazdag művész, a kisemberek világát derűs, néhol szomorkás hangulatú életképekben mutatta be. Legkiválóbb filmje a vígjátéki formában is magvas társadalombírálatot tartalmazó Két krajcár reménység volt (1952). 
Az 1950-es években elkészítette a Rómeó és Júlia filmváltozatát (1954). Ezzel ő nyerte el az első Velencei Nemzetközi Filmfesztivál Arany Oroszlán díját. Az utóbbi időben – kivéve a bátor hangú Űzött vad (1961) című produkciót – főként kommersz darabokat forgatott.

## Filmjei
- Mesebeli herceg (1939)
- Lányok a kirakatban, forgatókönyvíró (1939)
- Salvator Rosa kalandjai (1939)
- A monte-carlói ismeretlen (L'inconnue de Monte-Carlo) (1939)
- A dokumentum (Il documento) (1939)
- Százezer dollár (1940)
- Egy romantikus kaland (Una romantica avventura) (1940)
- Vaskorona (1941)
- Gúnyvacsora (La cena delle beffe) (1942)
- Egy pisztolylövés (Un colpo di pistola) (1942)
- Zazá (1944)
- A hegyek asszonya (La donna della montagna) (1944)
- Róma napja alatt (1946)
- Tanár fiam (1946)
- Tavasz van (È primavera...) (1950)
- Két krajcár reménység (Due soldi di speranza) (1952)
- Rómeó és Júlia (1954)
- Álmok a fiókban (I sogni nel cassetto) (1957)
- Feltámadás (1958)
- A pokol városában (1959)
- Űzött vad I-II. (Il brigante) (1961; Giuseppe Bertóval)
- Őrült tenger (Mare matto) (1963)
- Házasság olasz módra (1964)
- Kontraszex (1964)
- Olasz kísértet (1967)
- Egy rövid állomás (Una breve stagione) (1969)
- Az arkangyal (L'arcangelo) (1969)
- Leonardo da Vinci élete (1971)
- Verdi (1982)
- Kincses sziget az űrben (1987)

## Díjai
- OCIC-díj az 1952-es cannes-i filmfesztiválon (1952) Két krajcár reménység
- Arany Pálma-díj (1952) Két krajcár reménység
- Arany Oroszlán díj (1954) Rómeó és Júlia

## Fordítás
- Ez a szócikk részben vagy egészben  a   Renato Castellani című angol Wikipédia-szócikk ezen változatának fordításán alapul.  Az eredeti cikk szerkesztőit annak laptörténete sorolja fel. Ez a jelzés csupán a megfogalmazás eredetét és a szerzői jogokat jelzi, nem szolgál a cikkben szereplő információk forrásmegjelöléseként.
- Ez a szócikk részben vagy egészben  a   Renato Castellani című olasz Wikipédia-szócikk ezen változatának fordításán alapul.  Az eredeti cikk szerkesztőit annak laptörténete sorolja fel. Ez a jelzés csupán a megfogalmazás eredetét és a szerzői jogokat jelzi, nem szolgál a cikkben szereplő információk forrásmegjelöléseként.